# Matthias Jung (Dirigent)
Matthias Jung (* 1964 in Magdeburg) ist ein deutscher Chorleiter und Dirigent.

## Leben
Matthias Jung erhielt eine musikalische Ausbildung an der Spezialschule für Musik und im Rundfunkjugendchor Wernigerode. Danach folgten Studien im Fach Chor- und Orchesterdirigieren an der Hochschule für Musik Franz Liszt Weimar. Dort gründete er das Vocal Consort Weimar.
Er wurde zunächst an den Tölzer Knabenchor, danach an den Dresdner Kreuzchor berufen. Von 1994 bis 1996 wirkte er als kommissarischer Kreuzkantor, produzierte im Rahmen eines Exklusivvertrages mit der Deutschen Grammophon und gastierte in Europa, Japan und den USA.
Zahlreiche Werke der mitteldeutschen Musiklandschaft, insbesondere der Dresdner Hofkirchenmusik sowie Kompositionen aus den Beständen der Fürsten- und Landesschule St. Augustin Grimma wurden durch ihn erschlossen und wiederaufgeführt. Mit gleichem Engagement setzt sich Matthias Jung für die Aufführung zeitgenössischer Vokalmusik ein.
Bekannte Ensembles verpflichteten Matthias Jung, so die Rundfunkchöre in Berlin, Hamburg (NDR) und Köln (WDR). Jung erhielt den Förderpreis der Landeshauptstadt Dresden.
Im Jahr 1996 gründete Matthias Jung das Sächsische Vocalensemble, das er seitdem leitet. Seit 1998 leitet er außerdem den Knabenchor Dresden sowie den Dresdner Motettenchor am Heinrich-Schütz-Konservatorium Dresden. Er war einer der vier Kandidaten für das 2016 neu zu besetzende Amt des Leipziger Thomaskantors.
Jung ist verheiratet, hat vier Kinder und wohnt in Reichenberg bei Dresden.